# Ulva
Ulua (Ulva, Ulwa, Woolwa), pleme ili grupa plemena američkih Indijanaca porodice Misumalpan nastanjenih u krajevima duž rijeka Rio Grande i Rio Sigua u Nikaragvi. Ulua Indijanci vodeće su pleme šire grupe Ulvan, koja dobiva ime po njima, a obuhvaća i plemena Guanexico, Prinzo, nestale Kukra ili Cucra i Yosko ili Yosco. Prema Mason i Johnsonu Ulue pripadaju široj grupi Sumoan. Preostalo ih je oko 400 koji se još služe jezikom sumu del sur ili ulwa, dok (Hale 1996) većina mlađih govori miskito kao prvim jezikom. Jedini su im preživjeli predstavnici stanovnici sela Karawala i Kara koji su moguće porijeklom od plemean Karawala.